# مزرعه کیشان
مزرعه کیشان، روستایی در دهستان خسبیجان بخش مهاجران شهرستان شازند در استان مرکزی ایران است.

## جمعیت
بر پایه سرشماری عمومی نفوس و مسکن در سال ۱۳۹۵، جمعیت این روستا برابر با ۶۹ نفر (۳۵ خانوار) بوده است.